# Čovjek kao ja
Čovjek kao ja naziv je prvoga studijskog albuma Arsena Dedića, objavljenoga na LP-ju 1969. godine, kao i pjesme uvrštene na isti album, prvi put objavljene tri godine ranije. Album je njegov prvi cjeloviti autorski rad te je označio prekretnicu po svojoj umjetničkoj vrijednosti te, kao prvi kantautorski album u hrvatskoj glazbi, po otvaranju novog smjera glazbe u Hrvatskoj. Nakladnik, Jugoton, objavio je još dva izdanja 1971. i 1974. Diskografska kuća Croatia Records je 1999., a potom ponovno 2004. objavila digitalno reizdanje albuma na CD-u.

## Produkcija i snimanje
Dobar dio pjesama Dedić je već ranije napisao, skladao i izvodio. Album "Čovjek kao ja" donosi retrospektivu njegovih najboljih pjesama iz srednjih i kasnih šezdesetih. "Kuću pored mora" napisao je tijekom odsluženja vojnog roka u Otočcu 1964. godine. Skladba je jedva ušla na splitski festival, jer je bila odbijena na drugima. Osvaja prvu nagradu žirija, drugu publike i nagradu za najbolji tekst. Budući da je dotad uglavnom pisao i skladao za druge, bio je potpuno iznenađenje. Postaje senzacija i automatski prepoznat i potvrđen kao kantautor i šansonijer, otvarajući potpuno novi žanr hrvatske glazbe. Iste godine u sklopu Zagrebfesta okuplja se skupina od desetak skladatelja i književnika pod nazivom Studio 64 s ciljem promidžbe šansone. Slijedom toga Dedić piše i sklada Moderato cantabile, koju prvi put izvodi izvan konkurencije na Zagrebfestu iste godine, u sklopu koncerta Studija 64 te je objavljuje na singlu. Iste godine piše i skladbe Čovjek kao ja i Sanjam te, koje je objavio na singlu Sanjam te 1966. I pjesmu "Čovjek i pas" izvodio je ranije na festivalima, a "Moj brat" je predstavio na Splitskom festivalu 1966. "Odabrat ćeš gore" pjevao je u filmu još 1963.
Snimanje je obavljeno u studiju Jadran filma u Zagrebu u studenom 1969. Aranžeri su bili Stipica Kalogjera i Nikica Kalogjera, uz doprinos Miljenka Prohaske u pjesmi "Čovjek i pas". Produkciju potpisuju Dedić i Stipica Kalogjera. S. Kalogjera je i ravnao orkestrom na snimanju albuma.

## Glazba i stihovi
Glazbu i stihove za većinu skladbi potpisuje Dedić. Prema vlastitim riječima, Kuću pored mora je napisao i skladao jedne obične ličke večeri, dok je bio dežurni na odsluženju vojnog roka u staroj vojarni u Otočcu, "ne misleći ni na što." Pjesmu Moj brat žiri i struka na Splitskom festivalu 1966. su odbacili unatoč trećoj nagradi publike, navodeći beznačajnost i trivijalnost teksta. Unatoč tome, 1968. Dedić je upravo pjesmu Moj brat izdvojio kao svoju najbolju skladbu. Jednako kao i Čovjek kao ja te Moderato cantabile, pjesme u novim aranžmanima te blago podcrtanih glazbenih dionica, u kojima je više mjesta ostavljeno samom Dediću i njegovom glasu, zvuče izražajno i sjetno. Intimno, osobno ozračje naglašeno je ljubavnom pjesmom svojoj kćeri Sandra, melankoličnim ljubavnim krahovima (Kod dvije lipe, Stara pjesma) te baladom Bit ćeš samo moja na kraju albuma.
Za pjesme "Čovjek i pas" i "Stara pjesma" stihove je napisao pjesnik Zvonimir Golob, koji je intenzivno surađivao s Dedićem. U "Čovjeku i psu" obrađuje se tema beskućnika ili čovjeka s društvenog ruba te njegova psa te povlači usporedba sa "psećom" čovječjom sudbinom. Zamagljivanjem razlika (pogotovo u imenu) stječe se dojam poistovjećivanja sa psom te efektno podsjeća na isti, zajednički tužan kraj. Pjesmu je aranžirao Miljenko Prohaska, umjetnik sklon jazzu i jazz-basist, te se tako u pjesmi čuje klasična jazz crta.

## Uspjeh
Album je postao prva zlatna ploča za nakladnika (Jugoton) te se ukupno prodao u 60.000 primjeraka, naišavši na poprilično dobar odjek kod publike. Veljaču 1970. završio je na vrhu ljestvice najprodavanijih albuma u državi, lipanj na 6. mjestu, studeni na 9., veljaču 1971. na 8., a u najprodavanijih deset se zadržao sve do travnja 1971., ukupno 14 mjeseci. Nakon Arsenovih nastupa i uspjeha na splitskom, zagrebačkom, opatijskom i beogradskom festivalu prethodnih godina, publika je iščekivala njegov prvi studijski album te je ubrzo Jugoton morao ponovno izdati ploču (1971. i 1974.). Dedić je preko noći postao zvijezda, lik s javne scene. Našao se u prvoj skupini po nakladi iz koje je po svemu stršao: prvenstveno po naravi pjesama s albuma, po temama o kojima je pjevao, pa i po osebujnom načinu njihove interpretacije.
Reizdanje albuma na CD-u u nakladi Croatia recordsa 1999. dobilo je nagradu Porin u kategoriji "najbolji tematsko-povijesni album" 2000.

## Kritika
Kritika danas album smatra jednim od najboljih Dedićevih ostvarenja u njegovoj cijeloj karijeri te jednim od najboljih albuma hrvatske glazbe uopće. Zlatko Gall album smatra "fascinantnim... bio je i ostao reprezentativno Arsenovo pismo namjera. Njegove skladbe poput uvodnog broja Sve što znaš o meni, Moj brat, Kuća pored mora — kojom je i utemeljen žanr »dalmatinske šansone« —, Čovjek kao ja, Bit ćeš uvijek moja... nosile su pečat autorstva i jake osobnosti." Dražen Vrdoljak komentirao je da "šansone uvrštene na LP 'Čovjek kao ja' djeluju najautentičnije dedićevski." Kritičar Željko Ivanjek album opisuje kao "deklaraciju mladosti, ljubavi i mora, ali i pionirsku deklaraciju urbanog mentaliteta koji se ponosi zavičajem". Njegov značaj se ogleda u "prevratničkom" uključenju koncepta individualnosti nasuprot kolektivizma. Književnik Dušan Kovačević je u vrijeme objave navodio da je Dedić samim nazivom svog albuma, i istoimenom pjesmom, dao slušateljima "legitimnost, putovnicu u privatnost", jer je prije toga šlageristika bila opća i publici se obraćala uvijek u množini. Prvi put se netko obratio u prvom licu jednine, obznanio postojanje "ja" u vremenu u kojem je postojao kao vrlina samo kolektivni osjećaj i kolektivno postojanje. Kritičar Zoran Tučkar nosač zvuka je nazvao "kamenom temeljcem u domaćoj diskografiji s bar pet evergreena - "Sve što znaš o meni", "Moderato Cantabile", "Sanjam te", "Kuća pored mora" i naslovnom pjesmom.
U knjizi YU 100: najbolji albumi jugoslavenske rock i pop glazbe iz 1998., u izboru srbijanskih glazbenih djelatnika i novinara album je zauzeo 42. mjesto top ljestvice. U travnju 2015., trinaest glazbenih novinara koje je okupilo hrvatsko izdanje časopisa Rolling Stone album je postavilo na peto mjesto popisa najboljih diskografskih izdanja s prostora bivše SFRJ od 1955. godine.
Ono sve što znaš o meni dospjela je na 20. mjesto ljestvice 100 najboljih pjesama s područja bivše Jugoslavije po izboru beogradskog radija B92 2006.

## Naslovnica
Naslovnicu albuma dizajnirao je grafički dizajner Mihajlo Arsovski, tada grafički urednik Pop Expressa, prvog hrvatskog glazbenog časopisa nastaloga po uzoru na Rolling Stone i druge strane rock-časopise. Omot je ocijenjen kao "iznimno dizajnersko djelo". Budući da je album autorska ispovijest Dedića te se predstavlja u prvom licu jednine, na omotu je Arsovski uklopio fotografije Dedića iz raznih razdoblja, kao i ljudi koji su na njega utjecali, poput Gina Paolija. Jedna od središnjih fotografija je fotografija petnaestogodišnjeg Arsena Dedića s ocem i starijim bratom u odorama Šibenske narodne glazbe ispred šibenske gradske kavane iz 1953., koja predstavlja početak Arsenovog glazbenog puta. Povjerenstvo za akvizicije Odjela za arhitekturu i dizajn njujorškog Muzeja suvremene umjetnosti (MoMa) izabralo je u kolovozu 2015. naslovnicu albuma za svoju zbirku kao "izuzetno djelo" te reprezentativni primjerak grafičkog dizajna u to vrijeme. Zanimljivost je da je tiskarskim previdom u pokusnom otisku izostavljena skladba "Sandra" na omotu albuma te je sâm Dedić, prema vlastitom kazivanju, usred noći otišao u tiskaru ukazati na pogrešku i zamoliti ispravak. Omot je tiskan u Željezničkoj tiskari u Zagrebu.

## Popis pjesama
| 1.    | »Sve što znaš o meni« | A. Dedić            | A. Dedić     | S. Kalogjera | 3:36 |
| 2.    | »Moderato cantabile«  | A. Dedić            | A. Dedić     | N. Kalogjera | 4:19 |
| 3.    | »Moj brat«            | A. Dedić            | A. Dedić     | K. Oblak     | 2:13 |
| 4.    | »Kod dvije lipe«      | A. Dedić            | A. Dedić     | S. Kalogjera | 2:17 |
| 5.    | »Sanjam te«           | A. Dedić            | A. Dedić     | N. Kalogjera | 2:19 |
| 6.    | »Odabrat ćeš gore«    | A. Dedić            | A. Dedić     | A. Dedić     | 3:17 |
| 7.    | »Kuća pored mora«     | A. Dedić            | A. Dedić     | S. Kalogjera | 2:46 |
| 8.    | »Čovjek kao ja«       | A. Dedić            | A. Dedić     | S. Kalogjera | 2:54 |
| 9.    | »Stara pjesma«        | J. Menart, Z. Golob | A. Dedić     | S. Kalogjera | 1:56 |
| 10.   | »Sandra«              | A. Dedić            | A. Dedić     | S. Kalogjera | 3:38 |
| 11.   | »Čovjek i pas«        | Z. Golob            | A. Dedić     | M. Prohaska  | 3:17 |
| 12.   | »Pusti neka spava«    | A. Dedić            | A. Dedić     | S. Kalogjera | 1:39 |
| 13.   | »Večeras«             | A. Dedić            | N. Kalogjera | N. Kalogjera | 2:08 |
| 14.   | »Bit ćeš uvijek moja« | A. Dedić            | S. Kalogjera | S. Kalogjera | 2:21 |
| 36:55 |                       |                     |              |              |      |

## Vanjske poveznice
- Discogs: Čovjek kao ja